# Sebastiscus
Sebastiscus es un género de peces de la familia Scorpaenidae. Fue descrito por David Starr Jordan y Edwin Chapin Starks en 1904.

## Especies
- Sebastiscus albofasciatus (Lacépède, 1802)
- Sebastiscus marmoratus (G. Cuvier, 1829)
- Sebastiscus tertius (Barsukov y L. C. Chen, 1978)
- Sebastiscus vibrantus Morishita, Kawai y Motomura, 2018